# آرنالدو ادی لوپس دا سیلوا
آرنالدو ادی لوپس دا سیلوا (انگلیسی: Arnaldo Edi Lopes da Silva؛ زاده ۷ ژوئیهٔ ۱۹۸۲) یک بازیکن فوتبال اهل پرتغال است.
وی همچنین در تیم ملی فوتبال پرتغال بازی کرده است.